# Seguro de contracargos
El seguro de devolución de cargo es un producto de seguro que protege a los comerciantes que aceptan tarjetas de crédito. Este seguro protege al comerciante contra el fraude en una transacción en la que el uso de la tarjeta de crédito no fue autorizado y cubre los reclamos que surjan de la responsabilidad del comerciante con el banco de servicios.
La frase seguro de devolución de cargo también se usa a veces para describir la garantía proporcionada por compañías de prevención de fraude en línea como Vesta, ClearSale, Forter, Riskified y Signifyd.
A diferencia de las transacciones con tarjeta presente, donde el comerciante no es responsable del costo de las transacciones fraudulentas (a menos que no cumplan con los requisitos de seguridad tecnológica como EMV), los comerciantes son responsables de las transacciones con tarjeta no presente que resulten fraudulentas. Por esta razón, las empresas de prevención del fraude en línea que ofrecen decisiones (es decir, brindan una decisión de aprobación o rechazo de pedidos) en lugar de puntajes (donde el comerciante debe decidir por sí mismo si aprobar o rechazar) a veces ofrecen cubrir el costo del contracargo. ya que el contracargo no se habría producido de no haberse tomado una decisión incorrecta. Esta forma de seguro de devolución de cargo, más propiamente llamada garantía de devolución de cargo, generalmente cubrirá todas las pérdidas del tipo relevante, no solo a través de una pasarela de pagos o procesador.

## Modelo de cobertura
La cobertura puede aplicarse en varias circunstancias, que incluyen:
- El uso ilícito de una tarjeta de crédito perdida o robada antes de que el titular de la tarjeta informe sobre la pérdida o el robo.
- El uso de generadores de números de tarjetas de crédito o tarjetas de plástico falsificadas.
- Cambios posteriores a la compra en la información de "envío a"
- Discrepancia de firma o firma no registrada.

Un comerciante que reclame bajo una póliza de seguro de devolución de cargo puede ser reembolsado por:
- El costo de un producto o servicio robado
- El lucro cesante

Una póliza de seguro de devolución de cargo típica solo cubrirá pérdidas en transacciones con tarjeta de crédito compradas a través de su propio procesador de pago específico o pasarela de pago.
El seguro de devolución de cargo puede ayudar a cubrir pérdidas. Sin embargo, como con cualquier seguro, existen pros y contras. Si bien algunos servicios de protección contra el fraude cobran una tarifa fija por transacción (generalmente de 0,5 a 15 centavos por transacción), los proveedores que ofrecen un seguro de devolución de cargo generalmente cobran una tarifa basada en porcentajes del 0,5% al 1,5%, por lo que los costos pueden ser prohibitivos en las  transacciones de valores más altos.